# الخلفاوي
الخلفاوي هي منطقة تابعة لحي الوايلي في محافظة القاهرة بالمنطقة الغربية، بالقرب من بشبرا.

## تسمية
سميت بالخلفاوي بذلك نسبة إلى شارع محمد الخلفاوي الذي سمى نسبة للشيخ محمد الخلفاوى الذي كان أحد كبار علماء الأزهر الذين وقفوا ضد الخديوي توفيق أثناء الثورة العرابية.

## معالم
يتكون من عدة مناطق أهمها (أبو وافية، أبراج أغاخان وهي أرقى مناطق شبرا وتقع بين كورنيش النيل غرباً وشارع شبرا شرقاً، أرض جرابديان وتقع في الجهة المقابلة من شارع شبرا أمام أبراج أغاخان وسميت بذلك نسبة إلى أحد الأرمن والذي كان يمتلك مرسماً هناك، وأرض أغاخان كانت حتى السبعينات عبارة عن أراض زراعية ومقابر للسيارات الخردة، ولم يكن الكورنيش هناك يضم مبان سوى قصر مهجور، حتى بدأ العمران يزحف هناك بشدة ببناء أبراج شاهقة فخمة مع بداية الثمانينات، وتضم المنطقة ما كان يعرف بنادي الجالية اليونانية بالمنطقة والذي ضم بعد التأميم لشركة إسكو للمنسوجات ويسمى حالياً باسمها وتم الاستعانة بأحد الأبنية أمام النادي لتكون مقر للنقابة العامة لعمال الغزل والنسيج بمصر حتى الآن.
قديماً كانت تقطع الخلفاوى ترعة تصل من النيل إلى شارع أحمد حلمى، تحمل اسم ترعة التيرو، ومكانها الآن شارع معمل الألبان الشهير الذي صار جزءاً من المحور المرورى الذي يربط شبرا بمدينة نصر عبر الزاوية الحمراء والحدائق، وبه مستشفى معهد ناصر وهي تعد من أكبر مستشفيات القاهرة.

### أسماء الشوارع
المتأمل لأسماء الشوارع في منطقة الخلفاوى يلاحظ أنها غالباً لأسماء علماء أزهريين في غالبهم مثل:
- عبد الرحمن قراعة.
- عبد الكريم سلمان.
- محمد الظواهرى.
- عبد اللطيف الفحام.
- ابن تيمية.
- طاهر الجزائري.
- نصر الهوريني.
- مصطفى الكردي.
- عطية الأشقر.
- السيدة خديجة.
- عمر بن الخطاب.